# مرض الكبد المزمن
مرض الكبد المزمن أو داء الكبد المزمن (بالإنجليزية: Chronic liver disease)‏ هي عملية إمراض الكبد والتي تتضمن عملية تدريجية لتحطيم وتجديد نسيج الكبد الحشوي مما يؤدي إلى تليف وَتشمع الكبد، كما يُشير مُصطلح «مرض الكبد المزمن» إلى أمراض الكبد التي تستمر أكثر من ستة أشهر، وهو يشمل مجموعة واسعة من الأمراض، وَمنها: التهاب الكبد المزمن وَتشمع الكبد وَسرطانة الخلية الكبدية.

## الأسباب
قائمة الحالات المُرتبطة بأمراض الكبد المزمنة واسعة النطاق، وَيُمكن تصنيفها على النحو الآتي:
أسباب فيروسية
- التهاب الكبد ب.
- التهاب الكبد C.
- الفيروس المضخم للخلايا وَفيروس إبشتاين-بار وَفيروسات الحمى الصفراء تُسبب التهاب الكبد الحاد.

السموم والأدوية
- مرض الكبد الكحولي.
- نادراً ما تكون بعض الأدوية سبباً لأمراض الكبد مِثل ميثوتركسيت، أميودارون، نيتروفورانتوين، أما الباراسيتامول فيسبب مرض الكبد الحاد.

الأيض
- تشمع المرارة الأولي (ويُعرف باسم التهاب الأقنية الصفراوية الأولي).
- التهاب الطرق الصفراوية المصلب البدئي.

أُخرى
- قصور القلب الأيمن.

## المضاعفات
- فرط ضغط الدم البابي
  - استسقاء بطني.
  - فرط نشاط الطحال (مع أو بدون تضخم الطحال).
  - دوالي مريئية سفلية وَدوالي المُستقيم.

خلل وظيفي تخليقي
- - نقص ألبيومين الدم.
  - اعتلال خثري.
- متلازمة الكبدية الرئوية.
- متلازمة الكبدية الكلوية.
- اعتلال دماغي
- سرطانة الخلية الكبدية

## العلامات
تظهر علامات مرض الكبد المُزمن أثناء الفحص السريري، ويمكن تقسيمها كالتالي:

### علامات مرتبطة بتشخيص مرض الكبد المزمن
- تعجر الأصابع
- حمامى راحية
- ورم وعائي عنكبي
- تثدي الرجل
- ضمور الخصية
- فقر الدم
- وسع الأوردة حول السرة
- كبد صغير مُنكمش غير مُنتظم.
- توزيع الشعر المؤنث.

### علامات مرتبطة بعدم التعويض
- نعاس (اعتلال دماغي).
- فرط التنفس (اعتلال دماغي).
- اللاثباتية (اعتلال دماغي).
- يرقان (خلل وظيفي إخراجي).
- استسقاء بطني (ارتفاع ضغط الدم البابي ونقص ألبومين الدم).
- وبش (نقص ألبومين الدم).
- وذمة محيطية (نقص ألبومين الدم).
- رضة (اعتلال خثري).
- فقد التوازن الحمضي القاعدي وخاصةً القلاء التنفسي.

### علامات مرتبطة بالمسببات المرضية
- تقفع دوبويتران (كحولي).
- التهاب النكفية (كحولي).
- اعتلال الأعصاب المحيطية (كحولي وبعض الأدوية).
- علامات المخيخ (كحولي ومرض ويلسون).
- تضخم الكبد (كحولي واصطباغ دموي).
- حلقات كايزر فلايشر (مرض ويلسون).
- زيادة تصبغ الجلد (اصطباغ دموي).
- علامات قصور القلب الأيمن.

يجب الانتباه أنَّ بعض الأمراض الأخرى قد تصيب الكبد وتسبب تضخم الكبد، ولكنها لا تُعتبر ضمن نطاق مرض الكبد المزمن، ومن الأمثلة عليها: السرطانات المزمنة التي تنتقل وتمتد إلى الكبد، والاضطرابات الدموية الارتشاحية مثل الحالات التكاثرية اللمفية المزمنة، وَلوكيميا الدم النخاعية المزمنة وَالتليف النقوي، وأيضاً من الأمثلة عليها الاضطرابات الأيضية مِثل داء غوشيه وَداء اختزان الغليكوجين.

## التشخيص
قد يستغرق تطور مرض الكبد المزمن عدد من السنوات، وبالتالي من الممكن عدم التعرف عليه إذا لم يكن هُناك وعي سريري للعلامات الخَفية مع ضرورة إجراء اختبارات وظائف الكبد.
اختبارات مرض الكبد المزمن تتضمن إجراء اختبارات الدم والتصوير بالموجات فوق الصوتية وأيضاً تتضمن أخذ خزعة من الكبد (خزعة الكبد هي إجراء بسيط يتم فيه أخذ جزء من الكبد بواسطة إبرة رقيقة صغيرة ويكون المريض تحت التخدير الموضعي، حيثُ يتم إرسال العينة إلى المختبر حيث يتم فحصها تحت المجهر).

## عوامل الخطر
تختلف عوامل خطر مرض الكبد المزمن وفقاً لنوعه، وهي تتضمن:
- الإفراط في تعاطي الكحول.
- السُمنة.
- المتلازمة الأيضية والتي تتضمن ارتفاع نسبة الدهون في الدم.
- العاملين في مجال الرعاية الصحية الذين يتعرضون لسوائل الجسم والدم الملوث.
- تشارك الإبر والحقن المُصابة.
- ممارسة الجنس دون استعمال أساليب الوقاية أو ممارسة الجنسي مع شركاء متعددين.
- التعامل مع المواد الكيميائية السامة دون ارتداء ملابس السلامة والأمان.
- بعض الأدوية والوصفات الطبية.

## العلاج
يعتمد علاج مرض الكبد المزمن على السبب، حيثُ يمكن علاج بعض الحالات بواسطة الكورتيكوستيرويد، الإنترفيرون، مضادات الفيروسات وَالأحماض الصفراوية وغيرها من الأدوية. هناك بعض العلاجات المُساندة لمضاعفات تليف الكبد ومنها مدرات البول، ألبيومين، فيتامين ك، منتجات الدم، المضادات الحيوية والعلاجات الغذائية. قد يتطلب إجراء تدخل جراحي لعلاج بعض الأفراد أو القيام بزرع الأعضاء، وتتم زراعة الكبد عند فشل الكبد بشكل نهائي وعدم توافر أي بديل آخر.

### الطب البديل
تتم استخدام بعض الوصفات العشبية لعلاج مرض الكبد المزمن، ولكن حتى الآن لا تتوفر أي أدلة قاطعة لفعالية هذه العلاجات، كما أنَّ بعض الأعشاب المُنتشرة تُعرف كونها ضارة بالكبد، ومِنها: الإيفيدرا، حشيشة الشحم، الجعدة، عروق الصباغين، الكافا، النعناع الأوروبي، السكوتياريا، الناردين مخزني، السنفيتون وغيرها.